# Amadina erythrocephala
La estrilda cabecirroja (Amadina erythrocephala) es una especie de ave paseriforme de la familia estrildidae propia de África austral.

## Descripción
La estrilda cabecirroja mide entre 14 y 16 centímetros. Los machos tienen una coloración más rojiza que las hembras; las cuales se caracterizan por el color gris. 

## Distribución
Se encuentra en Angola, Botsuana, Lesoto, Namibia, Sudáfrica y Zimbabue. Se estima que su área de distribución abarca una extensión de unos 20.000 km².

## Comportamiento
La dieta del capuchino de cabeza roja es fundamentalmente granívora, con ocasionales capturas de pequeños invertebrados, sobre todo durante la época de cría. 
En cautividad aceptan fácilmente a otras aves en sus hábitats.

## Subespecies
Se reconocen las siguientes subespecies:
- Amadina erythrocephala erythrocephala;
- Amadina erythrocephala dissita.